# Portugals MotoGP 2009
Portugals MotoGP 2009 var säsongens fjortonde tävling i Roadracing-VM 2009 och kördes den 4 oktober på Autódromo do Estoril i Estoril.

## MotoGP

### Slutresultat
| Plats | Förare           | Märke    | Grid | Kvaltid  |
| ----- | ---------------- | -------- | ---- | -------- |
| 1     | Jorge Lorenzo    | Yamaha   | 1    | 1.36,214 |
| 2     | Casey Stoner     | Ducati   | 3    | 1.36,528 |
| 3     | Dani Pedrosa     | Honda    | 4    | 1.36,702 |
| 4     | Valentino Rossi  | Yamaha   | 2    | 1.36,474 |
| 5     | Colin Edwards    | Yamaha   | 5    | 1.37,142 |
| 6     | Toni Elías       | Honda    | 13   | 1.37,911 |
| 7     | Andrea Dovizioso | Honda    | 8    | 1.37,541 |
| 8     | Nicky Hayden     | Ducati   | 9    | 1.37,654 |
| 9     | James Toseland   | Yamaha   | 12   | 1.37,823 |
| 10    | Chris Vermeulen  | Suzuki   | 15   | 1.38,342 |
| 11    | Randy de Puniet  | Honda    | 6    | 1.37,448 |
| 12    | Marco Melandri   | Kawasaki | 16   | 1.38,538 |
| 13    | Niccolò Canepa   | Ducati   | 14   | 1.38,042 |
| 14    | Gábor Talmácsi   | Honda    | 17   | 1.39,320 |
| 15    | Loris Capirossi  | Suzuki   | 7    | 1.37,489 |
| 16    | Alex de Angelis  | Honda    | 11   | 1.37,822 |
| 17    | Mika Kallio      | Ducati   | 10   | 1.37,813 |

Loris Capirossi tog sig inte i mål och fick därmed inga poäng.